# Utetes selkirksensis
Utetes selkirksensis är en stekelart som först beskrevs av Fischer 2006.  Utetes selkirksensis ingår i släktet Utetes och familjen bracksteklar. Inga underarter finns listade i Catalogue of Life.